# دومينغو بيرالتا
دومينغو بيرالتا (بالإنجليزية: Domingo Peralta)‏ هو لاعب كرة قدم دومينيكاوي في مركز الدفاع، ولد في 27 يوليو 1986 في ماو في جمهورية الدومينيكان. شارك مع منتخب جمهورية الدومينيكان لكرة القدم. أما مع النوادي، فقد لعب مع نادي فيوليت.

## وصلات خارجية
- دومينغو بيرالتا على موقع الاتحاد الدولي (مؤرشف)  (الإنجليزية)
- دومينغو بيرالتا على موقع قاعدة بيانات كرة القدم.إي يو (الإنجليزية)
- دومينغو بيرالتا على موقع ناشيونال فوتبول تيمز (الإنجليزية)